# Lada (obwód grodzieński)
Lada (biał. Ляда; ros. Ляда) – wieś na Białorusi, w obwodzie grodzieńskim, w rejonie mostowskim, w sielsowiecie Mosty, przy drodze republikańskiej P50. Od północy graniczy z Mostami.
W dwudziestoleciu międzywojennym leżała w Polsce, w województwie białostockim, w powiecie wołkowyskim, w gminie Piaski.